# Italochrysa gigantea
Italochrysa gigantea là một loài côn trùng trong họ Chrysopidae thuộc bộ Neuroptera. Loài này được McLachlan miêu tả năm 1867.